# 大槻安広
大槻 安広（おおつき やすひろ、天保8年（1837年） - 明治31年（1898年）6月8日）は、幕末の仙台藩士。幼名は定之進。明治期には戸長、県会議員などを務めた。
家は仙台藩士大槻安定の分家で、大槻広漢（ひろあや）の子として生まれる。戊辰戦争時には軍目付として白河口に出陣。また、官軍の参謀世良修蔵を藩士田辺覧吉、小栗大三郎らと謀り処刑する。田辺は自刃、小栗は失踪したのに対し、安広は検司という立場から一時捕縛され糾問を受けるが、申立が明確であったため赦されて仙台へ帰った。
明治2年（1869年）、宮城郡芋沢村（現仙台市青葉区芋沢）に転居。以後は殖産に力を注ぎ、開墾や植林事業に従事するようになった。明治17年（1884年）、郷六村外六ヶ村（上愛子村・下愛子村・芋沢村・大倉村・熊ヶ根村・作並村）の戸長に推され、植林事業の奨励に努めた。後に県会議員に選出される。
県よりの桑苗の無償交付を受けて各村の毎戸への配植や養蚕講師の招聘を行ったほか、長男・広人を東京西ヶ原の蚕業講習所に入所させ、卒業後は養蚕飼育事業を担当させた。
明治31年、死去。享年62。墓所は仙台市青葉区北山の喜伝山秀林寺。